# Pistazien-Prozessionsspinner
Der Pistazien-Prozessionsspinner (Thaumetopoea solitaria) ist ein Schmetterling (Nachtfalter) aus der Familie der Zahnspinner (Notodontidae). Die Tiere kommen vom südlichen Balkan ostwärts bis Vorderasien und südwärts bis zur Levante vor und besiedeln trockene und heiße Lebensräume. Massenauftreten wie bei anderen Prozessionsspinnerarten sind selten, die Art zählt jedoch zu den wirtschaftlich bedeutenden Schädlingen an Pistazienkulturen.

## Merkmale

### Falter
Die Falter erreichen eine Flügelspannweite von 20 bis 28 Millimetern (Männchen) bzw. 25 bis 35 Millimetern (Weibchen). Sie sehen dem Eichen-Prozessionsspinner (Thaumetopoea processionea) sehr ähnlich, im Extremfall ist eine Unterscheidung nur schwer möglich. Beide Geschlechter des Pistazien-Prozessionsspinners haben weiße Hinterflügel, denen eine Mittelbinde komplett fehlt. Am Analwinkel befindet sich stattdessen jedoch ein dunkler Saumfleck. Die Vorderflügel sind ähnlich wie beim Eichen-Prozessionsspinner grau gefärbt und tragen in der Diskal- und Postdiskalregion je eine dunkle Querbinde. Diese Zeichnung ist jedoch deutlich kontrastärmer ausgebildet, als bei der ähnlichen Art. Die innere Binde liegt anders als bei der ähnlichen Art näher an der Wurzel, ist auch merklich gerundeter und bildet fast einen Viertelkreis. Die äußere Binde ist nur leicht gewellt und am Flügelinnenrand häufig nach außen gekrümmt. Die Weibchen haben weniger lang gefiederte Fühler und einen 13 bis 14 Millimeter langen, zylindrisch geformten Hinterleib, der am Ende einen grauschwarzen Afterbusch trägt. Der Hinterleib der Männchen ist 12 bis 13 Millimeter lang und verjüngt sich nach hinten kegelförmig. Am Hinterleibsende tragen die Männchen ein Büschel langer heller Haare.

### Ei
Die Eier sind auf der Oberseite gelb, auf der Unterseite gräulich-gelb. Sie haben eine hexagonale Form und messen 0,45 mal 0,5 mal 0,7 Millimeter.

### Raupe
Die Raupen besitzen nach Halperin Brennhaare und können wie auch die meisten anderen Arten der Prozessionsspinner eine Raupendermatitis auslösen. Nach de Freina besitzen die Raupen jedoch keine solchen Brennhaare. Die Beschreibung folgt hier Halperin.
Sie sind nach dem Schlupf 1,6 bis 2 Millimeter lang und haben eine 0,4 Millimeter breite schwarze Kopfkapsel. Auf ihr befindet sich ein hell gefärbtes, verkehrtes „Y“. Anfangs ist der Körper nur spärlich mit Haaren bedeckt. Im zweiten Stadium sind die Raupen 3,5 bis 4 Millimeter lang, mit einer Kopfkapsel von 0,6 bis 0,7 Millimetern Breite. Im dritten Stadium messen sie sechs bis sieben Millimeter, die Kopfkapsel ist 0,9 bis 1 Millimeter breit. Nunmehr ist ihr Körper dicht mit langen weißen Haaren bedeckt. Am Rücken des achten Hinterleibssegments befindet sich ein dunkler Busch mit Brennhaaren. Die Raupen im vierten Stadium sind 12 bis 16 Millimeter lang, die Kopfkapsel ist bei den Männchen 1,3 bis 1,5 Millimeter, bei den Weibchen 1,6 bis 1,8 Millimeter breit. Dunkle Haarbüschel mit Brennhaaren treten auf dem ersten bis achten Hinterleibssegment auf, sind jedoch nur am achten Segment zahlreich. Die Brennhaare sind ungefähr 0,2 Millimeter lang. Im fünften und letzten Stadium erreichen die Raupen eine Länge von 24 bis 30 Millimetern. Die Kopfkapsel ist bei den Männchen 2,4 bis 2,6 Millimeter lang, bei den Weibchen sind es 2,7 bis 2,9 Millimeter. Ihr Körper ist am Rücken schwarz, am Bauch grünlich und dazwischen grau gefärbt. Der gesamte Körper ist mit langen grauen Haaren bedeckt, die Brennhaare auf dem ersten bis achten Hinterleibssegment sind in diesem Stadium zahlreich ausgebildet. Bis zum Ende der Entwicklung werden die Haare der Raupen etwas kürzer und dunkler.

### Puppe
Die Puppe ist 8 bis 12 Millimeter lang und befindet sich in einem Kokon, der bei den Männchen etwa 15, bei den Weibchen etwa 18 Millimeter lang ist. Er ist robust gebaut und wasserfest. Er ist an der Außenseite mit Erde und auf der Innenseite mit den Haaren der Raupe überzogen.

## Vorkommen und Lebensraum
Die Tiere kommen am Südrand der mittleren Paläarktis von Mazedonien über Kleinasien und Zypern bis nach Syrien, Palästina, den Irak und Iran vor. Besiedelt werden trockene und heiße Lebensräume, wie etwa Karstgebiete. Die Art ist verbreitet, aber nur lokal häufig anzutreffen.

## Lebensweise
Die Falter fliegen von August bis September. Die Paarung erfolgt zwischen 21:00 und 24:00 Uhr Ortszeit und dauert zumindest 15 Minuten. Gleich im Anschluss beginnt das Weibchen mit der Eiablage.
Die Raupen ernähren sich hauptsächlich von Blättern der Pistazien. In Israel findet man sie vor allem an Pistacia terebinthus subsp. palaestina und Atlantischer Pistazie (Pistacia atlantica), seltener an Pistazie (Pistacia vera) und sehr selten an Mastixstrauch (Pistacia lentiscus) und Brasilianischem Pfefferbaum (Schinus terebinthifolius). Sie fressen ansonsten an Mittelmeer-Zypresse (Cupressus sempervirens) und Eschen (Fraxinus). Die Raupen des ersten Stadiums fressen am Blattrand; im zweiten Stadium wird das gesamte Blatt außer der Mittelrippe und ab dem dritten schließlich das komplette Blatt gefressen. Im vierten und fünften Stadium werden bei Nahrungsknappheit auch die Blattstiele gefressen.

## Entwicklung
Die Weibchen legen ihre gesamten Eier in einem einzigen, flachen, einlagigen, hexagonalen und symmetrischen Gelege ab. Dieses ist durchschnittlich 16 bis 20 Millimeter lang und 6 bis 7 Millimeter breit und besteht aus 7 bis 8 Reihen von Eiern. Die Anzahl der Eier variierte in Israel deutlich zwischen 80 und 196 Stück, auch der Durchschnitt schwankte dort von Jahr zu Jahr deutlich, etwa zwischen 169 im Jahr 1977/78 und 146 im Jahr 1978/79. Das Gelege wird auf der Schattenseite von dünnen, 3 bis 12 Millimeter dicken Ästen platziert. Nach der Ablage wird es mit den grauen Haaren des Afterbusches bedeckt, wodurch es auf der Rinde der Nahrungspflanzen gut getarnt ist.
Die Raupen schlüpfen nach einer Diapause von durchschnittlich 143 Tagen, meist zu der Zeit, wenn die Pistazienpflanzen zu treiben beginnen, gelegentlich aber auch schon etwas früher. Dies ist im Februar oder März der Fall. Sie benötigen im Schnitt 52 Tage bis zur Verpuppung, wobei höhere Temperaturen ihr Wachstum stark begünstigen und spät schlüpfende Raupen bereits nach etwa 31 Tagen ausgewachsen sein können. Tagsüber findet man die Raupen manchmal, vor allem während der Häutungsphasen, zusammengedrängt in einem Klumpen an der Basis der Nahrungspflanzen. Sie spinnen kein Gespinst. Die Nahrungsaufnahme findet zu unterschiedlichen Zeiten statt, jedoch meistens abends. Einige Stunden nach dem Fressen versammeln sie sich auf einem Ast, um sich nach weiteren Stunden wieder dem Fressen zu widmen. Sie fressen ebenso in Gruppen, können sich aber auch in einzelne kleinere Gruppen aufteilen, die dann jeweils einen eigenen Ast auswählen. Mitunter befinden sich beim Fressen zwei bis drei Raupen auf einem Blatt. Die Raupen suchen sich jeden Tag einen neuen Ruheplatz an den Pflanzen. Wenn es regnet, verstecken sie sich an trockenen Stellen auf Ästen, während der heißen Stunden des Tages findet man sie auf den Ästen, wobei die Raupen den vorderen oder hinteren Teil des Körpers vom Ast in die Höhe heben. Bei Störung lassen sich ausgewachsene Raupen einzeln von der Pflanze fallen und verstecken sich am oder im Erdboden. Wie bei den Prozessionsspinnern üblich, begeben sie sich am Ende ihrer Entwicklung in einer gemeinsamen Prozession auf die Suche nach einem geeigneten Platz zur Verpuppung. Die Prozession teilt sich gelegentlich in kleinere Gruppen auf, kann sich aber auch mit anderen Gruppen verbinden und dann aus mehreren hundert Individuen bestehen. Die Raupen verpuppen sich im Erdboden, wobei sie sich zunächst für einige Tage in der obersten Bodenschicht verstecken und sich erst dann in die lockere Erde eingraben. Der Kokon wird in einer Tiefe von etwa drei bis vier Zentimetern gesponnen. Die Puppenruhe in der Erde beträgt durchschnittlich 170 Tage. Nicht selten überliegen die Puppen ein oder zwei Jahre, bis die Falter schlüpfen.

## Spezialisierte Feinde
Es sind mehrere Parasitoide bekannt, von denen die Raupenfliege Drino imberbis zumindest in Israel am häufigsten beim Pistazien-Prozessionsspinner nachgewiesen ist und bis zu 10,1 % der Puppen befällt.

## Wirtschaftliche Bedeutung und Bekämpfung
Als häufig auftretende Art ist der Pistazien-Prozessionsspinner einer der wirtschaftlich wichtigen Schädlinge an Pistazienkulturen, obwohl die Art neben kultivierten Pistazien auch andere Pistazienarten und Pflanzen anderer Gattungen frisst. Die Raupen schädigen die Pistazienknospen in einem frühen Stadium, was zur Folge hat, dass weniger Triebe ausgebildet werden. Von den verbleibenden Trieben werden die Blätter gefressen, sodass bei starkem Befall insbesondere junge Pflanzen komplett entlaubt werden können. Dadurch wird sowohl das Wachstum der Pflanzen als auch der Ertrag beeinträchtigt. Im Wesentlichen wird Thaumetopoea solitaria derzeit durch Insektizide, wie beispielsweise auf Basis von Dimethoaten, Azinphos-methyl und Diflubenzuron bekämpft. Die Bekämpfung mit diesen Substanzen ist jedoch ökologisch problematisch, weswegen nach Alternativen gesucht wird. Eine wenn auch wenig effektive Methode ist es, die Gelege von Hand von den Pflanzen abzustreifen. In einer Studie wurde außerdem nachgewiesen, dass ein Extrakt aus Echtem Hopfen (Humulus lupulus) die Art wirksam bekämpft, jedoch weitere Untersuchungen zu den Auswirkungen auf die Umwelt, insbesondere auf andere Insekten notwendig sind.
Als biologische Bekämpfungsmethode ist das Bakterium Bacillus  thuringiensis var. kurstaki in Erforschung, das bei vollständiger Benetzung der Blätter im Labor sehr effektiv gegen die Schmetterlingsart eingesetzt werden kann. Da ein derartig flächendeckendes Aufbringen in der Kultur allerdings schwierig ist und zudem Umwelteinflüsse negative Auswirkungen auf das Bakterium haben, ist eine hohe Dosierung erforderlich. Da das Bakterium aber auch schon erfolgreich gegen den Pinien-Prozessionsspinner (Thaumetopoea pityocampa) eingesetzt wird, erscheint eine weitere Erforschung dieser Bekämpfungsmethode erfolgversprechend.

## Belege